# MBC 뉴스데스크 제주
《MBC 뉴스데스크 제주》는 제주MBC TV에서 매주 월요일부터 목요일 오후 8시 30분, 금요일, 일요일 오후 8시 10분, 토요일 오후 8시 15분에 방송 중인 제주 지역 메인 뉴스 프로그램이다.

## 개요
제주MBC 뉴스데스크로 읽는다.

## 앵커
| 대수 | 진행자 | 진행자 | 진행 기간                   | 비고        |
| 대수 | 남성   | 여성   | 진행 기간                   | 비고        |
| ---- | ------ | ------ | --------------------------- | ----------- |
| 1대  | 홍수현 | 임희정 | 일자 미상 ~ 일자 미상       |             |
| 2대  | 지건보 | 빈칸   | 일자 미상 ~ 2024년 6월 28일 |             |
| 3대  | 빈칸   | 정유진 | 2024년 7월 1일 ~ 현재       | [ 1 ] [ 2 ] |

## 경쟁 프로그램
- KBS 뉴스 9 제주 (KBS 제주 1TV)
- JIBS 8 뉴스 (JIBS TV)